# Szwadron Wiernych Kozaków
Szwadron Wiernych Kozaków – polski oddział kawalerii wchodzący w skład wojsk powstańczych okresu insurekcji kościuszkowskiej.

## Formowanie
3 lipca 1794 Rada Najwyższa Narodowa wyraziła zgodę ppłk. Leopoldowi Sierpińskiemu na werbunek Ukraińców z terenu Warszawy. Rekruci mieli zostać przydzieleni do regularnego pułku jazdy. 4 lipca Sierpiński miał 30 ludzi bez koni, uzbrojenia i mundurów. 11 lipca, na rozkaz Tadeusza Kościuszki, Wydział Skarbowy wypłacił mu pieniądze na lenung dla zwerbowanych ludzi.  24 sierpnia 50 wiernych Kozaków było skierowano do 4 pułku straży przedniej i w jego strukturze wysłano ich nad Wisłę w Lubelskie. Tam, po otrzymaniu koni, wielu z nich zdezerterowało. Rekrutacja postępowała jednak nadal i 24 września liczba wiernych Kozaków podwoiła się. Do czasu bitwy pod Maciejowicami było ich około 100. Prawdopodobnie w samej bitwie nie uczestniczyli. 

## Żołnierze szwadronu
Organizatorem szwadronu i zastępcą dowódcy był ppłk Leopold Sierpiński, a jego dowódcą płk Stanisław Urbanowski. Ponadto w szwadronie służyli: rtm. Jan Małachowski, rtm. Jakub Dunin, por. Józef Zaleski, por. Karol Dobiecki, chor. Jan Bnina, chor. Tomasz Zawidzki i chor. Dymitr Motorny.